# NGC 5708
NGC 5708 este o galaxie spirală situată în constelația Boarul. A fost descoperită în 18 martie 1787 de către William Herschel. Se află la o distanță de 31,33 de megaparseci de Pământ.